# Momotarō

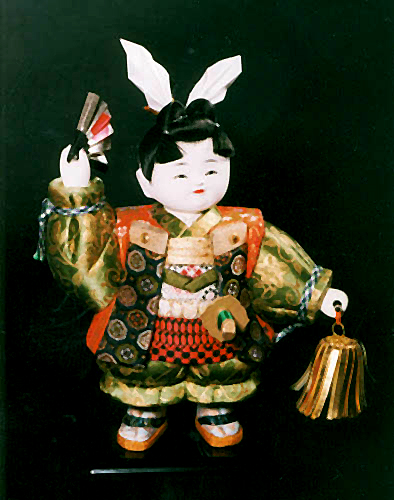
Bambolina di ceramica di Momotarō

Momotarō (桃太郎? lett. "Ragazzo della pesca") è il protagonista di una celebre fiaba giapponese che da lui prende il nome.

## Storia
Secondo la versione più nota del racconto, risalente al periodo Edo, Momotarō venne al mondo dentro una gigantesca pesca, che venne pescata mentre andava alla deriva in un fiume da un'anziana donna che non aveva avuto figli e che si era recata al fiume per lavare i panni; la donna e suo marito scoprirono il bambino mentre cercavano di aprire la pesca per mangiarla, e questi spiegò loro di essere stato inviato dal cielo per essere loro figlio. Secondo la versione di più antica attestazione, invece, la donna mangiò un pezzo della pesca e tornò giovane e bella, e quando il marito tornò a casa convinse anche lui a cibarsene; la coppia, rinvigorita dai poteri della pesca, quella sera stessa concepì un figlio. Da notare al riguardo che la pesca è considerata in Giappone un simbolo di fertilità, per la sua forma che ricorda il fondoschiena di una donna.
Il bambino venne chiamato Tarō ("figlio grande", un nome molto comune per i primogeniti). Una volta cresciuto, il ragazzo lasciò la famiglia per andare ad affrontare gli oni, sorta di orchi che vivevano nell'isola di Onigashima; lungo la strada incontrò un cane, una scimmia e un fagiano, che accettarono di aiutarlo nella sua missione. Insieme ai suoi amici animali, Momotarō penetrò nel forte di Ura, sconfisse il capo degli oni e sottrasse alle creature il prezioso bottino, grazie al quale la sua famiglia e i suoi nuovi amici poterono vivere per sempre negli agi.

## Origini
La storia di Momotarō è fortemente radicata a Okayama, e le origini della storia potrebbero risalire a quella zona; l'isola degli oni è spesso associata all'isola di Megijima (un'isoletta nel mare interno vicino Takamatsu) in seguito alle grandi caverne artificiali lì ritrovate.

## Nella cultura di massa
Momotarō è stato trasposto in alcuni media e lungometraggi animati, fin dal 1932 con Umi no Momotarō, riappare poi in Momotarō no Umiwashi ("Momotarō l'aquila dei mari", 1943) e in Momotarō Umi no Shinpei ("Momotarō il divino marinaio", 1944), entrambi di Mitsuyo Seo, che riprendono il personaggio in chiave patriottica, nazionalistica e filomilitare, trasformandolo in un simbolo per le masse: ora l'eroe combatte i nuovi demoni, cioè gli statunitensi.
La protagonista dell'anime Il magico mondo di Gigì (Mahō no princess Minky Momo) deve il suo nome originale a Momotarō; inoltre al fianco nelle sue avventure ci sono Shindobuk, Motcha e Pipil, rispettivamente un cane, una scimmietta e un canarino. La storia di Momotaro è stata utilizzata anche nel manga One Piece: nel corso della storia infatti fanno la loro comparsa tre ammiragli di nome Aokiji (fagiano blu), Kizaru (scimmia gialla) e Akainu (cane rosso) palesemente ripresi dai tre aiutanti di Momotaro nella leggenda. Un'altra similitudine si ha nella parte di storia dove i protagonisti, in un'isola ispirata al Giappone feudale, aiutano un bambino di nome Momonosuke a sconfiggere i suoi nemici sull'isola di Onigashima. Appare anche in Lamù - La ragazza dello spazio, nell'episodio La terra degli orchi, mentre Ten interpreta il ruolo del protagonista (adattato in MezzaPesca nel doppiaggio) nell'episodio La fiaba del tempo che fu.
Nel film Ranma ½: La sposa dell'isola delle Illusioni, il secondo della serie, il principe Toma ed i suoi tre servi dalle fattezze simili ad un uccello, una scimmia ed un cane sono ispirati ai personaggi della fiaba. Inoltre, nell'anime Yu Yu Hakusho, Hiei si scontra con Momotarō Nero, in grado di trasformarsi, a seconda dei danni, in una scimmia, in un fagiano o in un cane. Infine, uno dei nemici delle protagoniste di Glitter Force si chiama Akaoni (lett.: "oni rosso") ed è un oni che sogna la sconfitta di Momotarō. Curiosamente, Momotaros, l'imajin principale della serie Kamen Rider DEN-O (uscita nel 2007), che funge da migliore amico del protagonista prima e da effettivo Kamen Rider (e quindi eroe nelle successive apparizioni) dopo, ha un aspetto basato su un oni rosso e la pesca.
Presente la storia anche nel capitolo La macchina favolosa di Dr. Slump e Arale.
Nell'episodio 52 di Samurai Jack, Jack racconta la favola di Momotaro a un bambino che ha salvato. Nell'episodio 22 dell'anime Sket Dance, viene raccontata la leggenda di Momotaro in chiave parodistica, ribaltandone alcuni capisaldi, sostituendone alcuni personaggi e ambientando il racconto nel futuro.
Anche nella serie di favole raccontate e interpretate da Hello Kitty, c'è un episodio in cui recluta un cane, una scimmia e un pavone per sconfiggere i malvagi che hanno saccheggiato il suo villaggio natio.
Momotarō viene anche citato nel primo film dell'anime Detective Conan, dal titolo Fino alla fine del tempo, in cui è la soluzione di un enigma posto da un famoso architetto. Nella serie di anime Super Mario Amada la fiaba viene trasportata nel mondo videoludico della serie Mario i cui protagonisti sostituiscono Momotarō e i suoi amici.
La storia di Momotarō viene ripresa e modificata in chiave comica da un fuori storia del manga Maid-sama! scritto e disegnato da Hiro Fujiwara.
In questo caso la protagonista Misaki Ayuzawa veste i panni del Momotarō, il gruppo dei tre ebeti (personaggi della serie) invece sarebbero il cane, il fagiano e la scimmia.
L'autrice introduce un personaggio misterioso (ovvero Usui Takumi il secondo protagonista della serie) che seguirà l'eroina per tutta la storia.
Alla fine la protagonista scopre che l'isola in realtà era abitata dalle ragazze sparite recentemente nei villaggi, vestite da maid, che si erano trasferite lì per seguire Usui, rimaste incantate da quest'ultimo.
La fiaba viene anche inserita in una scena dell'anime Assassination Classroom, di Yūsei Matsui. Nell'episodio 13 della seconda stagione infatti "Gli alunni della sezione E" devono fare una rappresentazione teatrale nell'edificio principale della loro scuola e così scelgono di rappresentare proprio questa storia in chiave un po' tetra, dove il protagonista, ovvero Kurosensei, interpreterà la pesca.
La storia di Momotarō viene raccontata in chiave parodistica nell'anime Doraemon, nell'episodio Il ragazzo pesca de Le fiabe di Doraemon. La squadra di calcio Fagiano Okayama Football Club, nel suo nome, (in italiano) fa riferimento proprio al volatile aiutante di Momotarō: la mascotte del team è appunto un fagiano verde, uccello diffuso in Giappone.
Alcuni Yo-Kai, del brand Yo-Kai Watch, della Level Five, raffigurano i personaggi del racconto di Momotaro, mantenendo, seppur in evidentemente semplificato, i tratti fisici più importanti dei 4 cacciatori. Questi, rilasciati per la prima volta nel gioco Yo Kai Watch Blaster, sono: Momonyan (Momotaro), Pavonyan (il fagiano), Canyan (il cane) e Scimnyan (la scimmia).
I Pokémon Munkidori, Okidogi e Fezandipiti, conosciuti come i Beniamici e introdotti nella nona generazione, rappresentano i tre animali che accompagnano Momotarō nella fiaba. Momotarō è invece rappresentato dal Pokémon Pecharunt, il quale controlla mentalmente i Beniamici con catene velenose.
Nel videogioco essi sono però degli antagonisti.